# 쿠마시마 고로타
쿠마시마 고로타(일본어: 熊島五郎太, 한국명: 차기웅, 성우: 나라 토오루/신용우)는 요괴워치의 주변 인물 중 하나.

## 성우
| 국가 | 이름                                | 성우        |
| ---- | ----------------------------------- | ----------- |
| 일본 | 쿠마시타 고로타                     | 나라 토오루 |
| 한국 | 차기웅                              | 신용우      |
| 북미 | 바너비 번스타인 (Barnaby Bernstein) | 폴 그린버그 |

## 기본 사항
- 혈액형은  O형이다.
- 닭튀김을 아주 좋아한다.
- 히어로물을 좋아한다.
- 엄마를 무서워 한다.

## 참고 자료
- “妖怪ウォッチ｜キャラクター” (일본어). 2021년 9월 3일에 확인함.